# Hirekoppa K.M., Parasgad
Hirekoppa K.M. là một làng thuộc tehsil Parasgad, huyện Belgaum, bang Karnataka, Ấn Độ.